# シドニー (フリゲート)
|          | |
| 艦歴     | |
| 発注     | |
| 起工     | 1980年8月21日 |
| 進水     | 1980年9月26日 |
| 就役     | 1983年1月29日 |
| 退役     | 2015年11月7日 |
| その後   | 退役 |
| 性能諸元 | |
| 排水量   | 4,200トン |
| 全長     | 138メートル |
| 全幅     | 14メートル |
| 吃水     | 7.5メートル |
| 機関     | ゼネラル・エレクトリック LM2500 ガスタービンエンジン 2基（41,000hp) 1軸推進 COGAG方式 非常用旋回式スラスタ（350 hp) 2基                                              |
| 速力     | 29ノット |
| 航続距離 | 4,500海里（20ノット） |
| 兵装     | Mk 75 76mm単装砲 1基 Mk 15 20mmCIWS 1基 Mk 41 VLS（8セル、ESSM用）1基 Mk 13 ミサイル発射機（スタンダードSM-2MR SAM / ハープーン SSM) 1基 Mk 32 3連装短魚雷発射管 2基 |
| 乗員     | 184名 +航空要員 |
| 搭載機   | S-70B シーホーク 2機 |
| モットー | Thorough and Ready |

シドニー (HMAS Sydney, FFG 03) はオーストラリア海軍のアデレード級フリゲートの3番艦。艦名はシドニーに由来する。

## 艦歴
シドニーはワシントン州シアトルのトッド・パシフィック造船所で1980年8月21日に起工され、1980年9月26日に進水、1983年1月29日に就役した。
「シドニー」はオーストラリア海軍の整備計画FFGUP SEA 1390によって大規模なアップデートが実施された。今回の改装の特徴は、Mk 13発射機の前部にMk 41 VLSを装備したことであり、この他には、ディーゼル発電機、戦闘システム、空調システムなどが更新され、配線も一新された。これにより排水量は4,200トンと以前と比べ100トン程度増加した。今後「ダーウィン」、「メルボルン」、「ニューカッスル」についても順次行われる予定である。なお、老朽化が進んだ1番艦「アデレード」は2008年1月19日 、2番艦「キャンベラ」は2005年11月12日に退役した。
2012年10月14日、アメリカ海軍のタイコンデロガ級シャイローやシンガポール海軍のエンデュアランス級揚陸艦パーシステンスと共に平成24年度海上自衛隊観艦式に参加。国際観艦式を除き、自衛隊の観艦式に参加した初めての外国鑑となった。

## 要目 （改装前）
- 排水量：4,100 トン
- 全長：138 m
- 全幅：13.7 m
- 吃水：4.5 m
- 武装
  - Mk 13 単装ミサイル発射機（ハープーン、SM-1MR）
  - Mk 92 FCS
  - Mk 75 3インチ62口径単装速射砲×1
  - ファランクスCIWS×1
  - Mk 32 3連装単魚雷発射管×2
- 機関：2 × ゼネラル・エレクトリック LM2500 ガスタービンエンジン
- 速力：30ノット
- 航空機：ヘリコプター 2機（シーホーク×2、またはシーホーク×1 + AS350B×1）
- 乗員：210名